# Radice (linguistica)
In linguistica, la radice o radicale di parole o etimo, (in inglese etymon o root word), è l'elemento lessicale  irriducibile e indivisibile che esprime il significato omogeneo e comune sia della parola specifica sia della intera famiglia etimologica alla quale la parola appartiene, salvo le parole di origine sconosciuta. Nei dizionari etimologici delle  lingue neolatine e nell'inglese, lingua che al 75% è composta da radici greco-latine, gli etimi sono scritti nella originaria forma latina o greca. Per esempio MITT-/MISS-/*  è l'etimo di quella che in italiano è la famiglia del verbo METTERE, in spagnolo METER, in francese METTRE, composta in italiano dai verbi mettere, ammettere, commettere, dimettere, immettere, rimettere, sottomettere e trasmettere); per esempio LEV- è l'etimo latino di allevare, prelevare e sollevare; e così via: CAP-, DIC-, FAC- NASC-, PON-, ROT-, SAN-, TEN- sono rispettivamente gli etimi latini di grandi famiglie etimologiche, rispettivamente quelle dei verbi: cacciare, dire, fare, nascere, porre, ruotare, sanare, tenere.
Per quanto riguarda la componente delle radici greche, a titolo di esempio gli etimi CRAT- e GRAPH- sono quelli delle famiglie di parole di democrazia e grafica.

## trattamento degli etimi nei dizionari etimologici
I dizionari moderni e avanzati inseriscono sempre di più, nel lemmario, gli etimi di grande produttività lessicale trattandoli, al pari dei prefissoidi, in apposite voci e talvolta in schede icastiche della famiglia dove figurano le parole più frequenti che racchiudono l'etimo. Mentre i dizionari specialistici, avendo un indice speciale destinato ad individuare ogni famiglia etimologica, permettono anche di contare quanti sono gli etimi e di suddividerli in base alla loro origine storica e territoriale, perciò rispondendo alla domanda: quanti sono gli etimi e quindi le famiglie etimologiche di questa o di quella lingua ?
- Il dizionario francese Le nouveau Petit Robert conta non solo 60.000 parole con 300.000 significati e 34.000 citazioni, ma anche 620 cosiddetti encadrés étymologiques che sono le enumerate famiglie etimologiche greco-latine della lingua francese. Un requisito implicito dello inquadramento in una famiglia lessicale è che vi sia almeno un verbo tra le parole imparentate o affini, dimodoché anglismi e termini tecnici che non hanno un verbo affine e latinizzato non formano una famiglia etimologica del francese
- In italiano, il dizionario specialistico RIF (Repertorio Italiano di Famiglie di parole) della casa editrice Zanichelli, esclude le famiglie etimologiche di origine inglese e germanica se non storicamente latinizzate, in quanto produttive di anglismi, tecnicismi e sinonimi spesso inutili, quindi conta 25.000 voci del lemmario divise in 366 famiglie etimologiche italiane di tradizione greco-latina o almeno latinizzate da secoli. Questa opera, seguendo il requisito implicito della nozione di famiglia etimologica sviluppatosi nella tradizione lessicografica francese, vincola  la famiglia etimologica alla presenza di almeno un verbo, non annoverando le parole isolate nel lessico tecnico.
- Per quanto riguarda la spagnolo, lo specialistico  "Diccionario etimológico único de familias de palabras del español", basandosi sulla classificazione etimologica delle 88.000 parole che costituiscono l'intero lemmario della 22ª edizione (2001) del  Diccionario de la lengua española, edito dalla Real Academia Española, deduce l'esistenza di 5.000 famiglie di parole e ne struttura l'indice ricorrendo alla  metafora degli abitandi di una città: essendoci 88 mila parole che abitato la città delle parole spagnole, divise in 5.000 famiglie, la famiglia lessicale spagnola avrebbe quindi una media di 18 parole-membri per unità lessicale.  La abbondanza del numero di etimi dello spagnolo rispetto all'italiano e al francese si deve al fatto che per formare una famiglia di parole, contrariamente ai citati dizionati italiano e francese, basterebbe un solo termine, senza che esso abbia legame con almeno un verbo affine.
- Per quanto riguarda il numero di  etimi diffusi nelle famiglie etimologiche (word families) della lingua inglese attuale, l'antico inglese ha lasciato una eredità predominante rispetto alle lingue neolatine o romanze, il che rende difficoltosa se non impossibile la comparazione con italiano, francese e spagnolo.  Infatti si possono contare i seguenti dati statistici consultando la lunga appendice delle Indo-European Roots Words (radici di parole), a partire dal ricostruito indoeuropeo, nel dizionario The American Heritage Dictionary. 
  - 1134 german root words (numero di etimi germanici)
  - 1082 old english root words (numero di etimi dall'inglese antico)
  - 1048 latin root words (numero di etimi dal latino classico)
  - 656 greek root words (numero di etimi dal greco)

Quindi la dizionaristica inglese annovera nell'inglese gli etimi latini solo se classici, escludendo quelli numerosissimi del latino volgare, e tende ad ingigantire numero e peso degli etimo anglo-germanici anche se volgari. Ne fa le spese la prolificità, la storia e la grande influenza che ha avuto il latino post-classico sulle lingue romanze, come italiano, francese e spagnolo,  nel formare una impiantistica omogenea delle radici delle parole.

## trattamento degli etimi nella etimologia
La etimologia è la scienza che studiando gli etimi, può enumerare e classificare gli effetti della annominazione (uso di parole somigliantisi perché legate da un comune etimo e perciò recanti un comune significato di base), distinguendoli dagli esercizi di retorica come gli effetti della paronimia o paronomasia (uso di parole somigliantisi solo per morfologia o per fonologia ma aventi differente etimo). Quindi gli studi etimologici possono statisticamente determinare la produttività delle parole affini o imparentate (in inglese dette cognates words) sulla base del lessema, che è una variante dell'etimo greco-latino, dell'etimo germanico e dell'etimo di altra origine, funzionale alla derivazione nelle diverse lingue discendenti dal ceppo linguistico indoeuropeo. Nelle lingue ideogrammatiche come sono il Cinese e il Giapponese, invece, non esistono etimi o radici di parole equiparabili.

## Grammatica tradizionale
Nella grammatica tradizionale, la radice è quell'elemento linguistico a cui vanno aggiunte poi le desinenze ed eventuali prefissi o suffissi che servono a specificarne il significato.
Data quindi una parola - o un lemma -, essa potrà essere suddivisa separando il tema dalla desinenza, e quindi individuando nel tema la radice: la radice sarà quell'elemento irriducibile (cioè che non può essere ulteriormente suddiviso) e parte fondamentale di una famiglia di parole.
Ad esempio: nel verbo "amare" si può individuare la desinenza flessiva "-re" = infinito presente separandola dal tema "ama"; a sua volta il tema si può analizzare come unione della radice "am-" e della vocale tematica "-a-" = 1ª coniugazione. La radice "am-" ci permette di identificare il verbo come appartenente alla stessa famiglia del sostantivo "amore", radice che esprime appunto il concetto di amare.
Per fare un esempio in lingua ido: una volta definita la radice "frat-" che rappresenta il concetto di essere figli degli stessi genitori, si può applicare il suffisso "-ul-" che significa "maschile" o il suffisso "-in-" che significa "femminile", e infine la desinenza "-o" che significa "sostantivo singolare", per ottenere le parole "fratulo" ossia "fratello" e "fratino" ossia "sorella".
Applicando invece la desinenza "-a" ossia "aggettivo" direttamente alla radice, si ottiene "frata" che significa "fraterno".
La definizione tradizionale di "radice" ha difficoltà di applicazione nelle parole composte; in questo caso occorre prima scomporre la parola nelle varie componenti (per esempio "portaborse" diventa "porta" + "borse") e poi si individuano le varie radici, una in ogni componente ("port-" e "bors-").

## Linguistica contemporanea
Nella linguistica contemporanea sono dunque considerate radici:
- le radici in senso tradizionale;
- i prefissoidi e i suffissoidi (elementi come "tele-" ossia "a distanza" o "-dendr-" ossia "pianta") e in generale tutti i termini fossilizzati (dunque anche l'elemento "-dur-" che si trova in "con-dur-re", "ad-dur-re", ecc.), ossia quegli elementi che non hanno più un significato autonomo nella lingua ma che derivano da termini ormai obsoleti o presenti solamente nelle lingue di origine.

Alcuni linguisti fanno fatica a considerare radici:
- i lemmi fondamentali delle lingue agglutinanti e delle lingue isolanti, in quanto possono essere morfemi liberi oltre che legati (in lingua finlandese "kirja" è già una parola, "libro", ma forma anche parole come "kirjani" ossia "il mio libro", ecc.; in lingua inglese "dog" è già una parola, "cane", ma forma anche parole come "dogs" ossia "cani", ecc.); questi linguisti preferiscono usare per queste parole il termine tema, che però può risultare ambiguo con l'uso che se ne fa in altri ambiti;
- alcuni termini fossilizzati, in particolare quando l'elemento è l'unico morfema lessicale di una parola; in un esempio precedente sarebbe dunque sbagliato (secondo questi linguisti) considerare "-dur-" come morfema (e quindi come radice) in quanto non può formare parole in modo autonomo cioè senza prefissi; di conseguenza gli elementi indivisibili e dunque le radici sarebbero rispettivamente "condur-", "addur-", ecc.